# Javier Maroto
Javier Ignacio Maroto Aranzábal (Vitoria, 6 de enero de 1972) es un economista y político español, senador por designación de las Cortes de Castilla y León desde julio de 2019. Anteriormente fue alcalde de Vitoria entre 2011 y 2015 y diputado en el Congreso de los Diputados por Álava en la XII legislatura. En 2023 fue designado vicepresidente primero del Senado de España.

## Biografía
Javier Maroto Aranzábal nació en Vitoria el 6 de enero de 1972. Tras cursar sus estudios en el Colegio San Viator de la capital alavesa se licenció en Ciencias Económicas y Empresariales en la Universidad Comercial de Deusto.
Fue miembro de Nuevas Generaciones de Álava. En 1999 formó parte de la candidatura del Partido Popular (PP) para el ayuntamiento de Vitoria y, tras la victoria del PP en la capital alavesa, ocupó el cargo de teniente de alcalde y concejal delegado de Hacienda, una responsabilidad que desempeñaría en los ocho años de gobierno del PP (1999-2007). En esas dos legislaturas con Alfonso Alonso como alcalde, ejerció además como portavoz del Gobierno, presidente de la sociedad municipal Gilsa, encargada de la gestión del suelo industrial en el municipio de Vitoria, y concejal responsable de Nuevas Tecnologías.
En 2008 Javier Maroto fue nombrado portavoz del grupo municipal del PP en el consistorio vitoriano, así como su responsable en el área de Urbanismo. También formó parte, como representante del PP, del consejo de la sociedad municipal Ensanche 21. Asimismo, fue secretario de organización del PP en Álava.

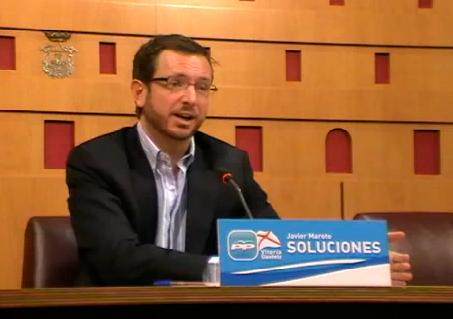
Javier Maroto en una rueda de prensa en el Ayuntamiento de Vitoria en 2009

Javier Maroto presentó el 23 de junio de 2010 su candidatura a la alcaldía de Vitoria, la cual consiguió tras las elecciones del 22 de mayo de 2011 al haber obtenido su partido un resultado de 32 300 votos (29,19 %) y nueve escaños. En las elecciones al Parlamento Vasco de octubre de 2012 fue elegido miembro de la cámara autonómica, donde impulsó una campaña para endurecer los requisitos de acceso a la Renta de Garantía de Ingresos.
En marzo de 2015, la Fiscalía Superior del País Vasco archivó la denuncia de SOS Racismo contra Maroto por unas polémicas declaraciones realizadas en julio de 2014 en las que acusaba a los inmigrantes magrebíes de vivir de las ayudas sociales y no querer trabajar ni integrarse. La organización SOS Racismo, que ya había reprochado anteriormente al alcalde sus opiniones sobre la población inmigrante, consideró que con dichas declaraciones había incurrido en los posibles delitos de incitación al odio y contra la dignidad de las personas, pero finalmente la Fiscalía consideró que entraban dentro del ejercicio de su derecho a la libertad de expresión.
Aunque el PP fue el partido más votado en las elecciones municipales de 2015 logrando 3000 votos más que en 2011, el 13 de junio de 2015 Gorka Urtaran fue investido alcalde de Vitoria debido a que los concejales de PNV, EH Bildu, Sumando-Hemen Gaude e Irabazi Gasteiz votaron por el candidato jeltzale para evitar que Maroto repitiera cargo.
El 18 de junio fue nombrado vicesecretario sectorial de Acción Sindical de Partido Popular, un cargo que  el presidente nacional Mariano Rajoy creó "ex profeso" para Maroto para recompensar su victoria en las urnas. En las elecciones generales de diciembre de 2015 se presentó en la lista del PP por la circunscripción electoral de Álava en el segundo puesto, pero no logró escaño.
En mayo de 2016 fue condenado, junto con Alfonso Alonso, por el Tribunal de Cuentas a pagar 393.000 euros por los perjuicios ocasionados en los fondos públicos del municipio de Vitoria como consecuencia del alquiler de un local por encima del precio de mercado durante la etapa en la que ambos gobernaron el ayuntamiento, en lo que se conoce como caso San Antonio. Sin embargo, tras ser recurrida la sentencia, ambos fueron absueltos el 14 de diciembre de 2016 al estimarse que dicho alquiler entraba dentro del ámbito de la discrecionalidad administrativa.
El 17 de octubre de 2016 abandonó el puesto de concejal en el Ayuntamiento de Vitoria, tras 17 años en el consistorio, para tomar posesión de su escaño como diputado en el Congreso de los Diputados en sustitución de Alfonso Alonso, quien se marchó al Parlamento Vasco.
En el informe de la Comisión Europea contra el Racismo de diciembre de 2017, que analizaba las medidas contra el racismo y la intolerancia en España, Maroto fue señalado como xenófobo por su postura sobre la Renta de Garantía de Ingresos y sus críticas a los inmigrantes.
En julio de 2018 fue designado por el nuevo presidente nacional del PP Pablo Casado vicesecretario general de Organización convirtiéndose en uno de sus principales apoyos. 
En las elecciones generales de abril de 2019 encabezó la lista del PP por Álava, pero no logró revalidar su escaño en el Congreso. Tras esto se empadronó en el municipio de Sotosalbos, en Segovia, para poder ser designado senador por las Cortes de Castilla y León. Esta polémica decisión fue mencionada por Pedro Sánchez en el debate de investidura y el PSOE de Castilla y León anunció que estudiaría el posible fraude de ley de su designación. Finalmente fue designado senador por 40 votos a favor (de PP y Cs) y 39 en contra. Aunque durante su etapa como alcalde de Vitoria se mostró favorable a la inclusión del condado de Treviño en el País Vasco, tras su nombramiento declaró que respetaría «la legalidad y el ordenamiento territorial» existentes.
El 30 de julio de 2019 la dirección del PP lo cesó en el desempeño de su cargo como vicesecretario de Organización y lo nombró portavoz del Grupo Popular en el Senado. Además fue designado vicepresidente segundo de la Comisión de Asuntos Iberoamericanos.

## Posiciones
Ha propuesto que el enclave de Treviño, perteneciente a la provincia de Burgos, se separe de Castilla y León y pase a formar parte del País Vasco.

## Vida personal
Maroto es uno de los pocos políticos del Partido Popular que ha criticado públicamente la posición de su partido sobre el matrimonio igualitario. El 5 de noviembre de 2010 en una entrevista ofrecida a Radio Vitoria opinó que "sería un error eliminar la ley de matrimonios homosexuales".
En junio de 2015 anunció su matrimonio con Josema Rodríguez, con el que había mantenido una relación de pareja durante 19 años. El matrimonio civil se celebró el 18 de septiembre de 2015, en el despacho de Maroto en el ayuntamiento de Vitoria (y no en el salón de ceremonias, lugar habitual de los enlaces). La asistencia de Mariano Rajoy, presidente del Gobierno, al banquete posterior, se anunció las vísperas, después de unos días de incertidumbre y polémica dentro del partido y en los medios de comunicación por la conveniencia o no de tal asistencia. Entre los invitados al convite también figuraron distintas personalidades del PP como Soraya Sáenz de Santamaría, Jorge Moragas, Carlos Floriano, María Dolores de Cospedal, Javier Arenas, Fernando Martínez Maillo, Andrea Levy y Pablo Casado.